# Signal Protocol

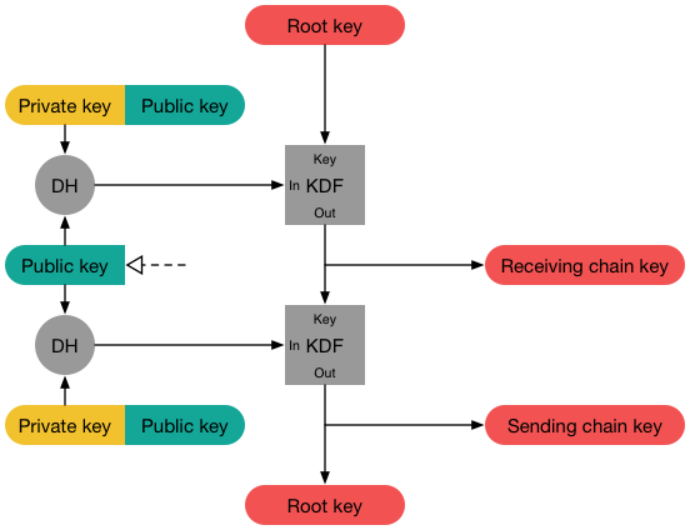
Schéma fonctionnel de l'algorithme Double Ratchet.Root = départ, private = privé, public = public, key = clé, sending = envoi, receiving = recevoir, chain = chaine

Le Signal Protocol, anciennement connu sous le nom de TextSecure Protocol, est un protocole cryptographique non-fédéré pouvant être utilisé pour chiffrer de bout en bout des appels vocaux et vidéo ainsi que des conversations par messagerie instantanée. Il a été développé par Open Whisper Systems en 2013 et a été introduit pour la première fois dans l'application open source TextSecure, devenue par la suite Signal. Il a depuis été implémenté dans d'autres applications telles WhatsApp, Facebook Messenger (en mode « conversation secrète ») et Google Allo (en « mode incognito »).
Le protocole combine l'algorithme à Double Ratchet avec des prekeys et un triple échange de clés Diffie-Hellman (3-DH), ainsi que Curve25519, Advanced Encryption Standard et Keyed-hash message authentication code comme primitives.
Le protocole est open-source et sous licence GPL-3.0. Le code source est disponible sur GitHub.

## Histoire
Les premières versions du protocole étaient implémentées dans les applications TextSecure et RedPhone, développées par Open Whisper Systems. Après le rachat de la startup par Twitter en 2011, le code des applications a été libéré sur GitHub.
TextSecure et RedPhone sont fusionnées en une application, Signal, en 2014. Le protocole est alors nommé Axolotl. C'est en mars 2016 qu'il prend son nom actuel de Signal Protocol, par souci de clarté.
Les principaux développeurs du protocole, Trevor Perrin et Moxie Marlinspike, reçoivent le prix Levchin en 2017. Le professeur d'université Dan Boneh, président du jury, estime que le développement du protocole a été décisif pour diffuser la cryptologie au grand public, ce qui aurait pu prendre sinon « plusieurs décennies supplémentaires ». 